# Sopuerta
Sopuerta (Sokortua en basque) est une commune de Biscaye dans la communauté autonome du Pays basque en Espagne.

## Géographie

### Quartiers
Sopuerta regroupe 6 paroisses: Avellaneda, Bezi, San Martín de Carral, Mercadillo (mairie), Labarrieta ou Olabarrieta et Baluga.
Et plusieurs quartiers: Alen, Amez, Arenao, Arroyos, Basoaga, El Castaño, La Cilla, Cotarros, La Cuberia, La Jara, Jarralta, Las Muñecas, Llano, Revilla, Las Ribas , Santa Ana, San Antonio, San Cristobal, San Esteban, Santa Maria, San Roque, La Sota.

## Patrimoine

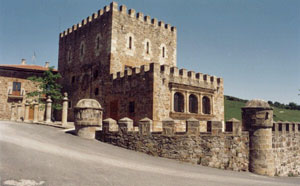
Maison des fors d'Avellaneda

### Sources
- (es) Cet article est partiellement ou en totalité issu de l’article de Wikipédia en espagnol intitulé « Sopuerta » (voir la liste des auteurs).